# 二柱草科
二柱草科（学名：Ecdeiocoleaceae）也叫沟秆草科或脱鞘草科，只有2属2种（两个单种属）—Ecdeiocolea monostachya 和 Georgeantha hexandra，全部仅生长在澳大利亚西南部的一小块区域。
1981年的克朗奎斯特分类法将其列入帚灯草科，1998年根据基因亲缘关系分类的APG 分类法单独分出一个科，列入禾本目。